# Peter Kistler

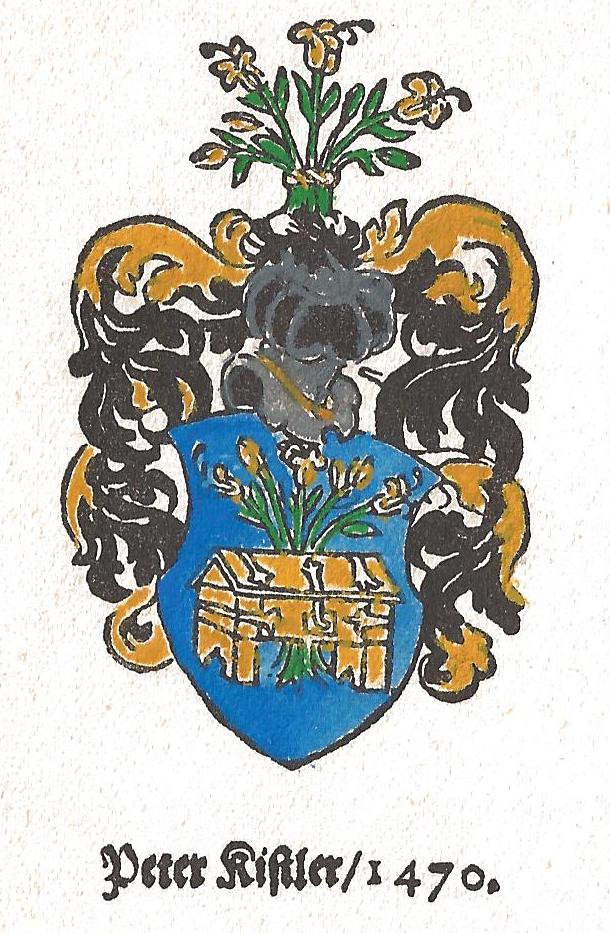
Fiktives Wappen Peter Kistler (1612)

Peter Kistler († um 1480) war ein Metzgermeister und Schultheiss von Bern.
Kistler sass ab 1440 im Grossen Rat, wurde 1449 Landvogt von Trachselwald, 1452 Mitglied des Kleinen Rates, 1458 Venner zu Metzgern und 1470 Schultheiss. Er war Gesandter Berns an die Tagsatzung. Kistler gehörte wie viele andere zu den sozialen Aufsteigern des 15. Jahrhunderts. Seine Laufbahn ist beachtlich. Obwohl selbst Twingherr zu Goldbach, ging er als erbitterter Gegner der bernischen Twingherren und Adeligen in die Geschichte ein. Er versuchte, etablierte Magistraten aus den Ämtern zu drängen, um selbst zu den höchsten Stellen zu gelangen.
Das oft gezeichnete Bild des umstürzlerischen Metzgermeisters Peter Kistler ist falsch. Kistler war wie zahlreiche andere ein Notabler, der jedoch den gewünschten Sozialstatus noch nicht erreicht hatte. Dies zeigt sich insbesondere in der akademisch-geistlichen Karriere seines Sohnes Peter († 1492), der 1470 an der artistischen Fakultät in Basel und 1478 in Paris zum magister artium promoviert wurde, von 1476 bis 1492 Propst des Mauritiusstifts in Zofingen und 1487 bis 1492 Dekan des Kollegiatstifts St. Vinzenz in Bern war. Zudem war er Twingherr zu Holligen.